# Kenai Lake
Kenai Lake er en stor "zig-zag"-formet sø  på Kenai-halvøen i Alaska. Søens udløb er udgangspunktet af Kenai-floden, og er i sig selv en destination for fiskeri og anden udendørs aktivitet. På grund af sin størrelse og form er den tilgængelig fra både Sterling Highway og Seward Highway.